# بلو استار فریز
بلو استار فریز (انگلیسی: Blue Star Ferries) شرکت کشتیرانی یونانی است، که در سال ۲۰۰۰ تأسیس شد.